# 2002-es Formula–1 ausztrál nagydíj
Az ausztrál nagydíj volt a 2002-es Formula–1 világbajnokság nyitó futama, amelyet 2002. március 3-án rendeztek meg az ausztrál Melbourne Grand Prix Circuiten, Melbourne-ben.

## Időmérő edzés
Az első rajtkockát Rubens Barrichello szerezte meg a Ferrari színeiben 1:25.843-os idővel, akit csapattársa, Michael Schumacher követett mindössze 5 ezredmásodperccel lemaradva. A harmadik helyen Ralf Schumacher végzett a Williamsszel.
| Helyezés | Versenyző             | Csapat/Motor     | Idő      | Különbség |
| -------- | --------------------- | ---------------- | -------- | --------- |
| 1        | Rubens Barrichello    | Ferrari          | 1:25.843 | –         |
| 2        | Michael Schumacher    | Ferrari          | 1:25.848 | + 0.005   |
| 3        | Ralf Schumacher       | Williams-BMW     | 1:26.279 | + 0.436   |
| 4        | David Coulthard       | McLaren-Mercedes | 1:26.446 | + 0.603   |
| 5        | Kimi Räikkönen        | McLaren-Mercedes | 1:27.161 | + 1.318   |
| 6        | Juan Pablo Montoya    | Williams-BMW     | 1:27.249 | + 1.406   |
| 7        | Jarno Trulli          | Renault          | 1:27.710 | + 1.867   |
| 8        | Giancarlo Fisichella  | Jordan-Honda     | 1:27.869 | + 2.026   |
| 9        | Felipe Massa          | Sauber-Petronas  | 1:27.972 | + 2.129   |
| 10       | Nick Heidfeld         | Sauber-Petronas  | 1:28.232 | + 2.389   |
| 11       | Jenson Button         | Renault          | 1:28.361 | + 2.518   |
| 12       | Olivier Panis         | BAR-Honda        | 1:28.381 | + 2.538   |
| 13       | Jacques Villeneuve    | BAR-Honda        | 1:28.657 | + 2.814   |
| 14       | Mika Salo             | Toyota           | 1:29.205 | + 3.362   |
| 15       | Heinz-Harald Frentzen | Arrows-Cosworth  | 1:29.474 | + 3.631   |
| 16       | Allan McNish          | Toyota           | 1:29.636 | + 3.793   |
| 17       | Enrique Bernoldi      | Arrows-Cosworth  | 1:29.738 | + 3.895   |
| 18       | Mark Webber           | Minardi-Asiatech | 1:30.086 | + 4.243   |
| 19       | Eddie Irvine          | Jaguar-Cosworth  | 1:30.113 | + 4.270   |
| 20       | Pedro de la Rosa      | Jaguar-Cosworth  | 1:30.192 | + 4.349   |
| 21       | Alex Yoong            | Minardi-Asiatech | 1:31.504 | + 5.661   |
| 22       | Szató Takuma          | Jordan-Honda     | 1:53.351 | + 27.508  |

## Futam
A rajt után, az első kanyarban történt karambolsorozatot Ralf Schumacher okozta, akinek Williamse megpördült a levegőben, miután hátulról nekiütközött Rubens Barrichello Ferrarijának. Az eset következtében nyolcan estek ki. Heinz-Harald Frentzent kizárták, mert a piros lámpa alatt kihajtott a boxutcából. Enrique Bernoldit kizárták a verseny után, mert a tartalék autóval versenyzett. Az újonc Mark Webber első Formula–1-es versenyén két pontot szerzett hazai közönség előtt. Az ausztrál a futam utolsó szakaszában küszködött az autójával, de sikerült maga mögött tartania Mika Salót. A szurkolók a verseny után együtt ünnepelték Michael Schumacherrel.
| Helyezés | Rajtszám | Versenyző             | Csapat           | Futott kör | Idő/Kiesés oka | Rajthely | Pont |
| -------- | -------- | --------------------- | ---------------- | ---------- | -------------- | -------- | ---- |
| 1        | 1        | Michael Schumacher    | Ferrari          | 58         | 1h35:36.792    | 2        | 10   |
| 2        | 6        | Juan Pablo Montoya    | Williams-BMW     | 58         | + 18.628       | 6        | 6    |
| 3        | 4        | Kimi Räikkönen        | McLaren-Mercedes | 58         | + 25.067       | 5        | 4    |
| 4        | 16       | Eddie Irvine          | Jaguar-Cosworth  | 57         | + 1 kör        | 19       | 3    |
| 5        | 23       | Mark Webber           | Minardi-Asiatech | 56         | + 2 kör        | 18       | 2    |
| 6        | 24       | Mika Salo             | Toyota           | 56         | + 2 kör        | 14       | 1    |
| 7        | 22       | Alex Yoong            | Minardi-Asiatech | 55         | + 3 kör        | 21       |      |
| 8        | 17       | Pedro de la Rosa      | Jaguar-Cosworth  | 53         | + 5 kör        | 20       |      |
| Ki       | 3        | David Coulthard       | McLaren-Mercedes | 33         | Váltóhiba      | 4        |      |
| Ki       | 11       | Jacques Villeneuve    | BAR-Honda        | 27         | Törött szárny  | 13       |      |
| Kiz      | 20       | Heinz-Harald Frentzen | Arrows-Cosworth  | 16         | Kizárva        | 15       |      |
| Kiz      | 21       | Enrique Bernoldi      | Arrows-Cosworth  | 15         | Kizárva        | 17       |      |
| Ki       | 10       | Szató Takuma          | Jordan-Honda     | 12         | Elektronika    | 22       |      |
| Ki       | 14       | Jarno Trulli          | Renault          | 8          | Kicsúszás      | 7        |      |
| Ki       | 2        | Rubens Barrichello    | Ferrari          | 0          | Baleset        | 1        |      |
| Ki       | 5        | Ralf Schumacher       | Williams-BMW     | 0          | Baleset        | 3        |      |
| Ki       | 9        | Giancarlo Fisichella  | Jordan-Honda     | 0          | Baleset        | 8        |      |
| Ki       | 8        | Felipe Massa          | Sauber-Petronas  | 0          | Baleset        | 9        |      |
| Ki       | 7        | Nick Heidfeld         | Sauber-Petronas  | 0          | Baleset        | 10       |      |
| Ki       | 15       | Jenson Button         | Renault          | 0          | Baleset        | 11       |      |
| Ki       | 12       | Olivier Panis         | BAR-Honda        | 0          | Baleset        | 12       |      |
| Ki       | 25       | Allan McNish          | Toyota           | 0          | Baleset        | 16       |      |

## A világbajnokság élmezőnyének állása a verseny után
| H  | Versenyzők         | Pont | H  | Konstruktőrök    | Pont |
| -- | ------------------ | ---- | -- | ---------------- | ---- |
| 1. | Michael Schumacher | 10   | 1. | Ferrari          | 10   |
| 2. | Juan Pablo Montoya | 6    | 2. | Williams-BMW     | 6    |
| 3. | Kimi Räikkönen     | 4    | 3. | McLaren-Mercedes | 4    |
| 4. | Eddie Irvine       | 3    | 4. | Jaguar-Cosworth  | 3    |
| 5. | Mark Webber        | 2    | 5. | Minardi-Asiatech | 2    |

## Statisztikák
Vezető helyen:
- David Coulthard: 10 (1-10)
- Michael Schumacher: 43 (11 / 17-58)
- Juan Pablo Montoya: 5 (12-16)

Michael Schumacher 54. (R) győzelme, Rubens Barrichello 3. pole-pozíciója, Kimi Räikkönen 1. leggyorsabb köre.
- Ferrari 145. győzelme.
- Ez volt Felipe Massa, Szató Takuma, Allan McNish, Mark Webber és a Toyota csapat első Formula–1-es versenye.